# Agnes Humbert
Agnès Humbert (12 de outubro de 1894 - 19 de setembro de 1963) foi uma historiadora da arte, etnógrafa e membro da Resistência Francesa durante a Segunda Guerra Mundial

## Biografia
Agnès Humbert nasceu em Dieppe, França. Passou sua infância em Paris, onde estudou pintura e desenho. Em 1916 casou-se com o artista egípcio Georges-Hanna Sabbagh (1877-1951), com quem ela teve dois filhos: o sub-marinheiro e conselheiro do General de Gaulle, Jean Sabbagh, e a produtora de televisão e diretora Pierre Sabbagh. Desde 1929 ela estudou história da arte na escola Sorbonne e no Louvre e recebeu certificado de um curso de filosofia. O seu primeiro livro publicado foi sobre o pintor Louis David, em 1936. Ela trabalhou então como historiadora de arte, no Musée National des Arts et Traditions Populaires, em Paris, e difundidos na arte da Rádio Paris no início de 1936.
Participou da Resistência Francesa e passou informações aos britânicos sobre a ação dos alemães, em abril de 1941 o grupo em que ela participava foi traído e preso. Depois de quatro anos, em junho de 1945, ela foi liberada pelo Terceiro Exército dos Estados Unidos e em seu diário foram encontrados registros de como ela se tomou parte na "Caça aos nazistas" em Wanfried em 1945. Mais tarde ela foi uma das responsáveis pelo processo de desnazificação.
Depois da guerra Agnès Humbert se recusou a voltar a trabalhar no Museu. Apesar da sua saúde ter sido afetada por suas experiências, ela continuou a escrever livros de arte. Em 1949 ela foi condecorada com a medalha de Guerra, a prata dourada de heroísmo. Ela passou seus últimos anos com o seu filho Pierre, na aldeia de Valmondois e está enterrada no cemitério de lá.